# Klaus Kinski

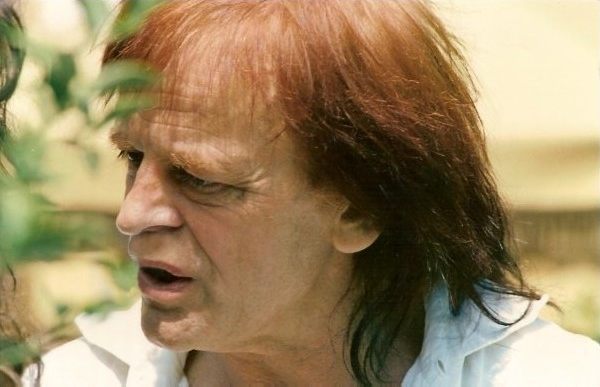
Klaus Kinski bei den 41. Filmfestspielen von Cannes (1988)

Klaus Kinski (eigentlich: Klaus Günter Karl Nakszynski; * 18. Oktober 1926 in Zoppot, Freie Stadt Danzig; † 23. November 1991 in Lagunitas, Kalifornien) war ein deutscher Schauspieler, Regisseur und Buchautor. Er war auf die Darstellung psychopathischer und getriebener Figuren spezialisiert und zählte in diesem Rollenfach auch international zu den gefragtesten Filmschauspielern. Als künstlerisch herausragend gilt seine jahrelange Zusammenarbeit mit dem deutschen Regisseur Werner Herzog, der ihn in Filmen wie Nosferatu – Phantom der Nacht, Aguirre, der Zorn Gottes und Fitzcarraldo besetzte. International bekannt geworden war Kinski durch Rollen in Edgar-Wallace-Filmen und Italowestern. 
Kinski galt als schwierige und zu extremen Gefühls- und Wutausbrüchen neigende Persönlichkeit. Wegen seiner Wutausbrüche bei Interviews und Dreharbeiten wurde für ihn oft der Begriff „Enfant terrible“ verwendet. Er ist der Vater von Pola, Nastassja und Nikolai Kinski.

## Leben

### Kindheit und Jugend

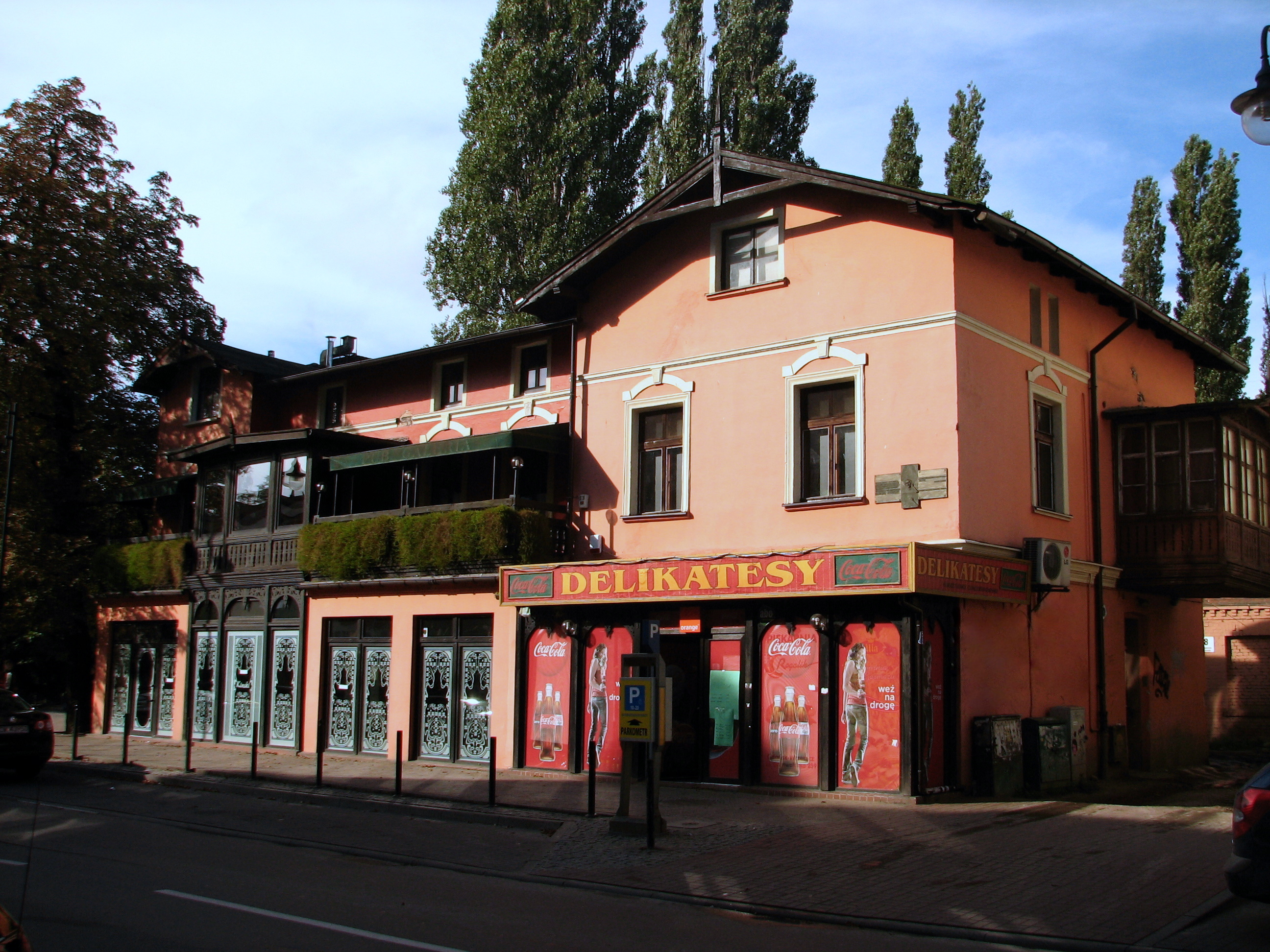
Kinskis Geburtshaus in Zoppot (heute: Sopot)

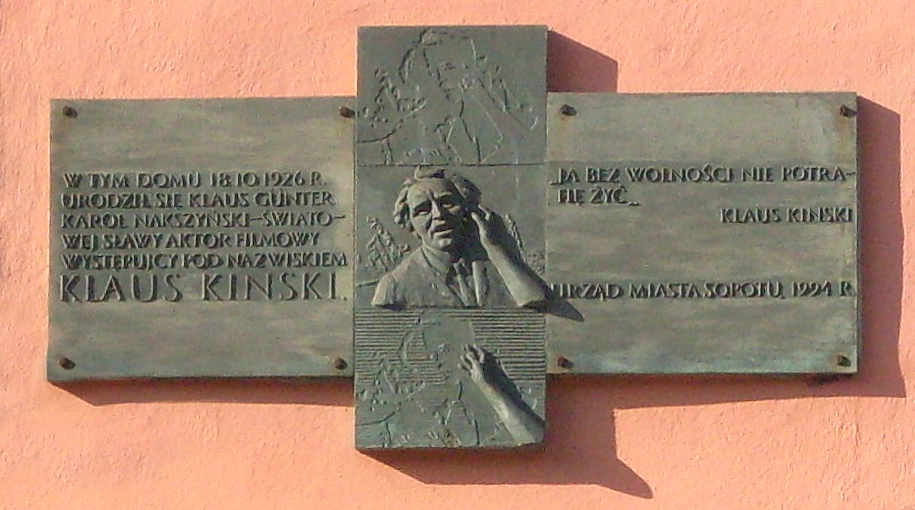
Gedenktafel an Kinskis Geburtshaus

Klaus Kinski wurde am 18. Oktober 1926 als Sohn des Apothekers Bruno Nakszynski (1872–1945) und dessen Frau, der Krankenschwester Susanne Eva Nakszynski, geb. Lutze (1898–1945), in Zoppot bei Danzig (heute: Sopot, Polen) geboren. Nach Inge, Arne und Hans-Joachim („Achim“) war er das jüngste von vier Kindern. 1930 zog die Familie nach Berlin und wohnte zunächst in einem „Berliner Haus“. Laut Kinski soll das Haus, in dem er und seine Familie wohnten, in einem sehr schlechten hygienischen Zustand gewesen sein; es gab laut Kinski Küchenschaben, Wanzen und Ratten im Haus. Ein Badezimmer oder eine saubere Toilette soll es auch nicht gegeben haben. Als die Familie wegen Mietrückständen die Wohnung verlassen musste, bezogen sie später eine Wohnung in der Wartburgstraße 3 in Berlin-Schöneberg. Nach eigenen Aussagen musste sich Kinski während der Schulzeit Geld zum Unterhalt selbst verdienen. Dass er, wie er behauptete, Schuhputzer, Laufjunge und Leichenwäscher gewesen war, ist nicht weiter belegt. Kinski behauptete auch, dass er sich im Laufe seiner Kindheit zu einem „professionellen“ Dieb entwickelt habe, der unter anderem Essen und Schmuck gestohlen habe. Kinskis Behauptungen, die Familie sei arm gewesen, widersprechen seine älteren Brüder. Die Familie sei „gutbürgerlich“ gewesen und Klaus „besonders umhegt“.

### Zweiter Weltkrieg
Kinski wurde im Jahr 1944 als 17-Jähriger im Zweiten Weltkrieg zu einer Fallschirmjägereinheit der Wehrmacht eingezogen. Kinski schrieb in seinen Memoiren: „Als ich den Stellungsbefehl lese, weine ich. (…) Ich will nicht töten und nicht getötet werden.“ Kinski geriet an der Westfront in den Niederlanden in britische Kriegsgefangenschaft. Die genauen Umstände seiner Gefangennahme sind nicht endgültig geklärt, doch geschah dies wahrscheinlich am 14. November 1944 bei Helmond durch die 2. Britische Armee. Er selbst schrieb, er sei Ende Oktober 1944 desertiert, jedoch gefasst und wegen Fahnenflucht zum Tode verurteilt worden. Nachdem er dem Soldaten, der zu seiner Bewachung abgestellt worden war und der sich als homosexuell herausstellte, Analverkehr angeboten habe, habe er ihn bewusstlos geschlagen und erneut fliehen können. Er habe sich unbewaffnet in einem Erdloch versteckt, wo er von britischen oder kanadischen Soldaten zunächst schwer verwundet und anschließend gefangen genommen worden sei. Mit zwei glatten Durchschüssen an Schulter und Arm habe er anschließend 14 Wochen in einem Lazarett verbracht.

### Kriegsgefangenschaft
Im Februar oder März 1945 wurde Kinski aus einem Lager in Deutschland in das Kriegsgefangenenlager „Camp 186“ in Berechurch Hall bei Colchester in Essex gebracht. Hier spielte er am 11. Oktober 1945 in der Groteske „Pech und Schwefel“ seine erste Theaterrolle auf der provisorischen Lagerbühne, die vom Schauspieler und Regisseur Hans Buehl geleitet wurde. In den folgenden Aufführungen spielte er regelmäßig Frauenrollen. Nachdem er im Anschluss an eine Theaterprobe einen anderen Schauspieler geschlagen hatte, musste er die Gruppe verlassen und wechselte zu einer Kabarett-Gruppe im Lager. Im Frühjahr 1946 gehörte er zu den letzten Gefangenen, die aus dem Lager zurück nach Deutschland geschickt wurden. Nach eigener Darstellung habe er zunächst mit einer sechzehnjährigen Prostituierten, die er im Zug kennengelernt habe, sechs „wilde“ Wochen in Heidelberg verbracht, habe diese aber verlassen und danach an Theatern in Tübingen und Baden-Baden gearbeitet, wo er auch vom Tod seiner Mutter durch einen Luftangriff in Berlin erfahren habe. Später stellte sich heraus, dass Kinskis Vater in einem Kriegsgefangenenlager in der Tschechoslowakei gestorben und auch dort begraben worden war. Im Herbst habe er sich illegal nach Berlin begeben.

### Karrierebeginn
Ab 1946 wirkte Kinski, obwohl er nicht klassisch ausgebildet war, als Schauspieler an prominenten Berliner Bühnen, zunächst an dem von Boleslaw Barlog geleiteten Schlosspark Theater. Als er einmal vor Wut die Scheiben des Theaters einschlug, wurde er von Barlog entlassen. Arbeitslos geworden, besuchte Kinski kurz die Schauspielschule von Marlise Ludwig, wo er unter anderem mit Harald Juhnke Szenen aus William Shakespeares Romeo und Julia einstudierte.
Privat unterhielt Kinski auch Beziehungen zu Berliner Halbweltkreisen. Vorübergehend wohnte er bei dem Regisseur, Maler und Bühnenbildner Eduard Matzig in der Berliner Künstlerkolonie am Laubenheimer Platz. Seine erste Filmrolle erhielt er in Morituri, gedreht zwischen September 1947 und Januar 1948. Produzent war Artur Brauner, Regisseur Eugen York. Morituri erzählt von geflohenen KZ-Insassen, die sich vor den Deutschen verstecken. Der Film war umstritten; es gab Drohbriefe, und ein Hamburger Kino wurde zerstört.
Kinski befand sich im Jahr 1950 drei Tage lang in psychiatrischer Behandlung in der Berliner Karl-Bonhoeffer-Nervenklinik, nachdem er eine ihm bekannte Ärztin belästigt und tätlich angegriffen und einen Suizidversuch mit Medikamenten unternommen hatte. Dies wurde 2008 durch die datenschutzrechtlich umstrittene Veröffentlichung einer in jenem Jahr gefundenen Akte bekannt. Die Witwe von Klaus Kinski, Minhoï Loanic, erstattete nach der Veröffentlichung Strafanzeige gegen das Landesarchiv Berlin, den Gesundheitskonzern Vivantes und „alle weiteren in Betracht kommenden Personen“. Die Staatsanwaltschaft stellte das Verfahren mit der Begründung ein, dass es sich um einen „Verbotsirrtum“ handle.
Kinski wohnte in der Elisabethstraße in München in einer Pension, in der auch der damals noch jugendliche Werner Herzog, der später als Regisseur eine enge künstlerische Verbindung mit Kinski einging, ein Zimmer bewohnte. Herzog beschrieb Kinski als bereits zu dieser Zeit mit exzentrischen Allüren auffallend.

### Kinski als Rezitator
Ab 1952 wurde Kinski einem stetig wachsenden Publikum als „Ein-Mann-Wanderbühne“ in Berlin, München und Wien bekannt. Er rezitierte auf kleinen Bühnen und um 1960 im Berliner Sportpalast – einem großen Haus – Arthur Rimbaud, François Villon, Friedrich Nietzsche, Kurt Tucholsky und das Neue Testament. Darüber hinaus kam er mit Größen wie Bertolt Brecht und dem Theaterregisseur Fritz Kortner in Kontakt. 1955 verursachte Kinski einen Autounfall, zudem ereignete sich ein Bootsunfall auf dem Starnberger See. Gerichtsverfahren und Strafen schlossen sich an, die finanziellen Folgen belasteten den Schauspieler jahrelang.
Im Sommer 1955 drehte Kinski mit Kortner in Wien den Film Um Thron und Liebe. Seine Partnerin war die österreichische Schauspielerin Erika Remberg. Sie verliebten sich während der Dreharbeiten und wurden vorübergehend ein Paar. Zu einem in der Presse vielbeachteten Skandal kam es, als Kinski und Remberg einander vor einem Münchner Freibad küssten. Seine Karriere erlitt in dieser Zeit einen Knick, und er unternahm zwei Suizidversuche.
Auch zu den 7. Weltfestspielen der Jugend und Studenten 1959 in Wien trat er mit Rezitationen auf.
Kinskis Rezitationen, beispielsweise aus Werken von Johann Wolfgang von Goethe, Friedrich Schiller und Brecht, wurden auf über 25 Sprechplatten eingespielt. Spätestens durch die deutschen Edgar-Wallace-Verfilmungen wurde Kinski dem Kino-Publikum und damit der breiten Öffentlichkeit bekannt. Die Aufmerksamkeit des internationalen Publikums erregte vor allem seine eindrucksvoll gespielte Nebenrolle in David Leans Doktor Schiwago (1965).

### „Jesus Christus Erlöser“
Am 20. November 1971 versuchte sich Kinski als Jesus-Rezitator mit einem skandalträchtigen Auftritt in der Berliner Deutschlandhalle mit dem Titel Jesus Christus Erlöser. Der Vortrag war von Kinski selbst verfasst und deutete auch auf Ereignisse der damaligen Zeit hin (z. B. den Vietnamkrieg). Allerdings wurde Kinski während seines Vortrags oft durch Zwischenrufe von einigen Zuschauern unterbrochen, was zu Wutanfällen vonseiten Kinskis führte. Nach einem harten Wortgefecht mit den Zwischenrufern kam es zu einem frühen Abbruch der Veranstaltung und der geplanten Tournee.

### Zusammenarbeit mit Werner Herzog
Im Jahr 1971 traf Kinski erneut den Regisseur Werner Herzog. Dieser wollte Kinski als Schauspieler für seinen Film Aguirre, der Zorn Gottes engagieren. Kinski jedoch befürchtete, dass es als „Eingeständnis seines Versagens“ interpretiert werden könnte, wenn er wieder zum deutschen Film zurückkehrte. Wegen seiner finanziellen Probleme stimmte er schließlich doch zu und bekam die Hauptrolle. Kinski und Herzog drehten danach vier weitere Filme zusammen: Nosferatu – Phantom der Nacht (1978), Woyzeck (1979), Fitzcarraldo (1981) und Cobra Verde (1987).
Werner Herzog beschrieb die Zusammenarbeit mit Kinski als sehr „wechselhaft“. In der Dokumentation Mein liebster Feind (1999) beschrieb er Kinski als einen sehr fleißigen Schauspieler, der ein Klima erzeugt habe, das alle zu „bedingungsloser Professionalität“ angetrieben habe. Kinski soll auch eine sehr „menschliche Wärme“ gehabt haben, die allerdings „wie bei einem wilden Bären […] sehr schnell umschlagen konnte“, was sich in Tobsuchtsanfällen – meist gegen Herzog gerichtet – widerspiegelte. Der Bruch der Zusammenarbeit vollzog sich schließlich in ihrem letzten Film Cobra Verde (1987). Da Kinski sich in seinen eigenen Film Kinski Paganini zu sehr hineingesteigert habe, habe er eine „unangenehme Atmosphäre“ in Cobra Verde hineingebracht. Herzog wollte dann nicht mehr mit Kinski zusammenarbeiten.

### „Kinski Paganini“
Kinski stellte 1989 mit Kinski Paganini sein letztes Filmwerk fertig. Nachdem er den Stoff über Jahre hinweg vergeblich Produzenten und Regisseuren angetragen hatte, übernahm er schließlich Regie, Drehbuch, Schnitt und Hauptrolle selbst. Er hatte zuvor Werner Herzog ein Angebot unterbreitet; dieser hatte abgelehnt, da das Drehbuch „unverfilmbar“ sei. Nach einzelnen Aufführungen in Europa anlässlich des Todes Kinskis kam der Film in den späten 1990er Jahren doch noch in die Kinos. Der offizielle deutsche Kinostart war am 7. Oktober 1999.

### Tod
Kinski starb am 23. November 1991 im Alter von 65 Jahren in seinem Anwesen in Lagunitas (Kalifornien) an einem Herzleiden. Die Obduktion ergab, dass sein Herz vernarbt war, was wahrscheinlich eine Folge mehrerer unbehandelter Herzinfarkte war.

“Preliminary autopsy results suggested that Mr. Kinski ‘apparently died of natural causes due to a heart problem,’ a spokeswoman for the Marin County coroner’s office said.”

„Die vorläufigen Ergebnisse der Autopsie legen nahe, dass Herr Kinski offenbar eines natürlichen Todes infolge eines Herzleidens starb.“

Seinem Wunsch gemäß wurde sein Leichnam verbrannt und seine Asche bei San Francisco in den Pazifik gestreut.

### Persönliches

#### Privatleben
Kinski war dreimal verheiratet. 1951 lernte er Gislinde Kühbeck auf dem Schwabinger Fasching in München kennen. Nach der Geburt der gemeinsamen Tochter Pola heirateten die beiden 1952. Die Ehe wurde 1955 geschieden. Von 1955 bis 1960 lebte er in Wien. Danach übersiedelte Kinski nach Berlin und traf dort die 20-jährige Brigitte Ruth Tocki, die in dem Jazzlokal Eierschale auftrat. Sie heirateten 1960. Aus dieser Ehe, die 1969 geschieden wurde, ging die Tochter Nastassja Kinski hervor. Von 1964 bis 1975 lebte Kinski in Rom. Auf einer Party in seiner Villa an der Via Appia lernte er 1969 die 19-jährige vietnamesische Sprachstudentin Minhoï Geneviève Loanic kennen, die er 1971 heiratete. Von 1975 bis 1980 lebte er in Paris. Am 30. Juli 1976 kam der Sohn Nanhoï Nikolai zur Welt. Im Februar 1979 ließen sich Klaus und Minhoï Kinski scheiden. Ende 1980 zog er nach Los Angeles in den Stadtteil Bel Air. Im Frühjahr 1981 kaufte er ein Grundstück in Lagunitas-Forest Knolls, Marin County, und ließ dort für sich eine Blockhütte errichten. Ab 1987 führte Kinski eine Beziehung mit der zu diesem Zeitpunkt 19-jährigen italienischen Schauspielerin Debora Caprioglio, die Verbindung hielt bis 1989. Mit dem ebenfalls 1991 gestorbenen Robert Maxwell war er nach eigenem Bekunden befreundet.

#### Persönlichkeit
Kinski hatte ein wechselhaftes Temperament, das von liebenswürdiger Sanftheit bis zu fürchterlichen Zornesausbrüchen mit wüsten öffentlichen Beschimpfungen reichte. Für ihn wurde oft der Begriff Enfant terrible verwendet. Seine Reifejahre waren von hypochondrischen Befürchtungen geprägt. Zugleich litt er tatsächlich an gesundheitlichen Problemen: Bei den Dreharbeiten zu Cobra Verde brach er einmal zusammen, später in Südamerika konnte er mehrere Tage lang nicht drehen.
In dem Dokumentarfilm Mein liebster Feind schildert der Regisseur Werner Herzog das Verhältnis zwischen sich und Kinski, mit dem er in seiner Jugend kurze Zeit in derselben Pension gelebt hatte. Herzog berichtet dort, dass er einerseits von Kinski verachtet und bei Dreharbeiten oft gedemütigt und wüst beschimpft wurde. Andererseits habe sich in ihrem Verhältnis eine kreative und künstlerische Kraft entwickelt, die sich auf ihre gemeinsamen Filme Aguirre, der Zorn Gottes (1972), Nosferatu – Phantom der Nacht (1979), Woyzeck (1979), Fitzcarraldo (1982) und Cobra Verde (1987) übertragen habe. Herzog beschreibt Kinski auch als außerordentlich fleißigen Schauspieler, der seine Rollen tagelang einstudiert, allerdings auch (oft grundlose) Wutanfälle entwickelt habe, insbesondere dann, wenn er den Eindruck gehabt hätte, nicht genügend Aufmerksamkeit zu bekommen. In ruhigen Momenten habe Kinski seine harschen Ausbrüche und Skandale als hilflose Versuche beschrieben, Aufmerksamkeit zu erregen. Besonders heftig verliefen die Auseinandersetzungen zwischen Herzog und Kinski während der Dreharbeiten zu Cobra Verde. Kinski verlangte die Absetzung des Kameramanns Thomas Mauch. Herzog ließ daraufhin einen tschechischen Kameramann nach Ghana einfliegen. Auch seine Regie sei von Kinski heftig kritisiert worden, so dass dieser an manchen Tagen versucht habe, selbst Regie zu führen.
Oft verkörperte Kinski in Filmen Schurken und Psychopathen. Auch außerhalb der Bühne bzw. des Filmsets trat er oft exzentrisch und aggressiv auf. Aufmerksamkeit erregte er etwa in der WDR-Talkshow Je später der Abend im Jahr 1977, als er auf viele Fragen des Moderators Reinhard Münchenhagen nicht einging und ihn immer wieder mit „Herr Münchhausen“ anredete. Ebenso legendär war die Berliner Vorstellung seiner polarisierenden „Jesus Christus Erlöser“-Bühneninszenierung, in der er Zwischenrufer aus dem Publikum wütend mit „Du dumme Sau“ und „Scheiß-Gesindel“ beschimpfte.
Kinski pflegte einen aufwendigen Lebensstil und übernahm, nach seinem eigenen Bekunden, den größten Teil seiner Rollen aus Geldnot. So wirkte er auch in Produktionen des europäischen Horrorfilms und Sexfilms der 1970er und des internationalen B-Actionfilms der 1980er Jahre mit.
In einem Interview mit der Zeitschrift Stern äußerte indes Nikolai Kinski, er habe niemals erlebt, dass sein Vater privat aggressiv oder ausfallend geworden sei: „Mein Vater war privat der sanfteste Mensch, den man sich vorstellen konnte.“

#### Sexueller Missbrauch
Kinskis Tochter Nastassja beschreibt ihren Vater hingegen als „Tyrannen“. In ihrem 2013 erschienenen Buch Kindermund beschreibt Pola Kinski, wie ihr Vater sie von ihrem 5. bis 19. Lebensjahr sexuell missbrauchte. Nastassja Kinski gab als Reaktion auf die Missbrauchsschilderungen ihrer Schwester 2013 an, dass sie als Kind „fürchterliche Angst“ vor den Annäherungsversuchen ihres Vaters hatte, der die Familie „immer terrorisiert“ habe. Er habe sie zwar nicht geschlagen, „aber niederträchtig beschimpft“. Was ihr als vier- bis fünfjähriges Kind widerfahren sei, sei „mehr“ gewesen als die „liebevolle Umarmung eines Vaters“. Kinski habe sie „immer viel zu sehr angefasst“ und sie „ganz eng an sich gedrückt“. Sie habe ihn nicht als Vater gesehen: „Ich würde alles dafür tun, dass er auf Lebzeiten hinter Gitter kommt. Ich bin froh, dass er nicht mehr lebt.“
Klaus Kinski selbst hatte in seiner 1975 erschienenen Autobiografie Ich bin so wild nach deinem Erdbeermund Inzesterlebnisse mit seiner Mutter, seiner Schwester und den Missbrauch seiner Tochter Nastassja geschildert. Kinskis ältere Brüder bestritten damals, dass seine Ausführungen der Wahrheit entsprächen, sie warfen ihm Falschdarstellungen in Bezug auf seine Kindheit und Jugend vor.
Im Sommer 1981 erzählte Kinski Werner Herzog laut dessen Tagebucheinträgen, dass er allein dafür, was er „mit seinen Töchtern Pola und Nastassja gemacht“ habe, in den USA „zwanzig Jahre“ bekäme. Herzog solle sich vorsehen, er schrecke „vor nichts zurück“.

## Auszeichnungen

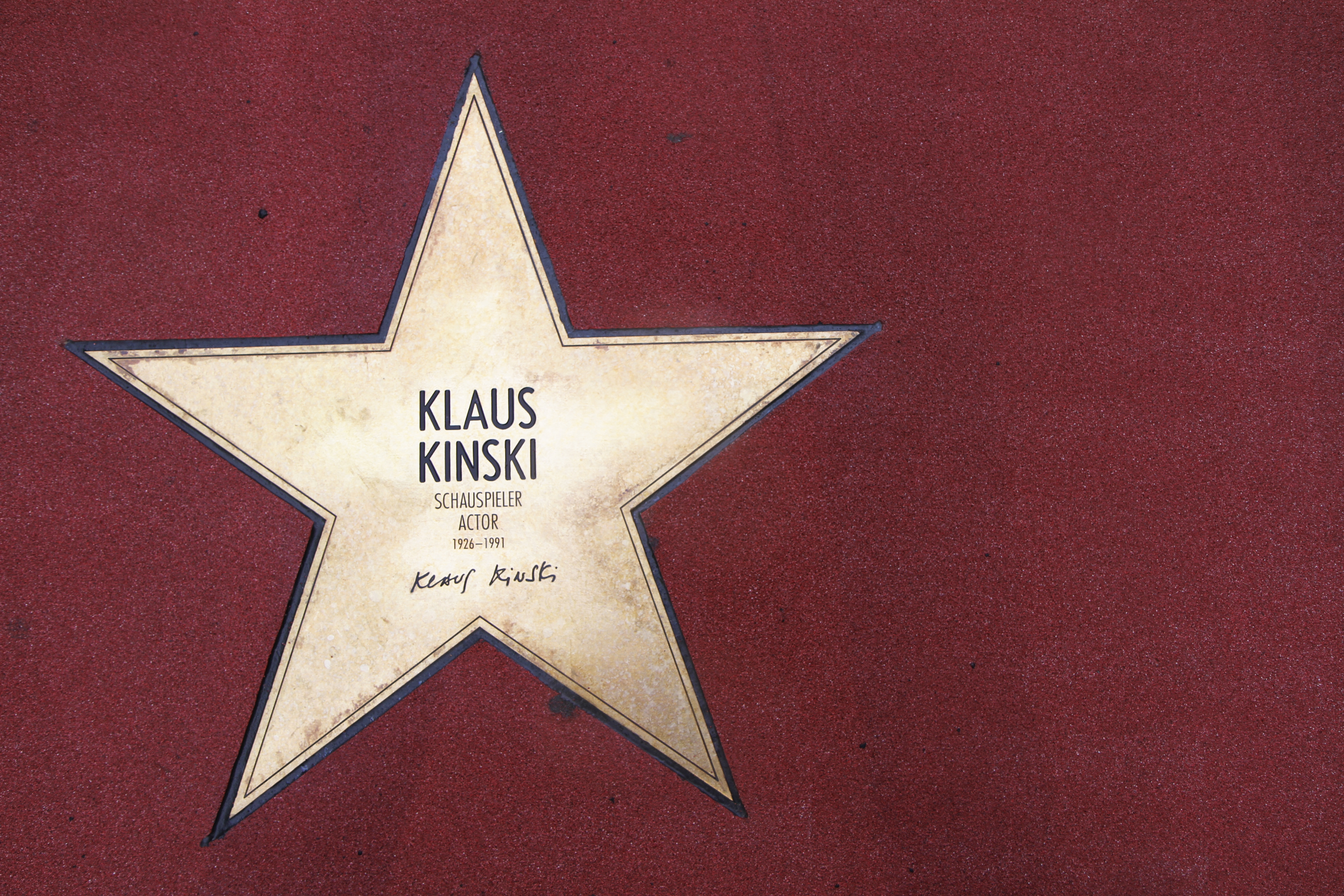
Kinskis Stern auf dem Boulevard der Stars (2011)

Kinski erhielt mit dem Filmband in Gold 1979 seinen einzigen deutschen Filmpreis für seine darstellerische Leistung in Nosferatu: Phantom der Nacht. Für dieselbe Rolle erhielt er auch einen Darstellerpreis beim Filmfestival von Cartagena. Am 5. Februar 1986 gab der damalige französische Kulturminister Jack Lang die Ernennung Kinskis zum Commandeur de l’Ordre des Arts et des Lettres bekannt. Dieser Orden ist eine der höchsten Ehrungen Frankreichs für einen ausländischen Künstler. Am 12. April 2011 wurde Kinski mit einem Stern auf dem Boulevard der Stars in Berlin geehrt.

## Rezeption

### Parodie
Klaus Kinski wird seit vielen Jahren von Max Giermann parodiert, der Kinskis Charakter und insbesondere seine Wutausbrüche in diversen Fernsehsendungen adaptiert.

### Musik
Klaus is dead, das Debütalbum der deutschen Band Swoons, ist Kinski gewidmet.
Die amerikanische Band Kinski, die spanische Band Klaus & Kinski und die Duisburger Punkband Die Kinskis benannten sich nach dem deutschen Schauspieler, ebenso wie die Formation Hello Kinski aus den USA.
Die Ärzte verwendeten Zitate aus Kinskis „Villon, das bin ich“ als Einleitung für ihren Song Lieber Tee auf dem Album Die Bestie in Menschengestalt.
Die amerikanische Band Elastic No-No widmete im Jahr 2006 ihrem Idol den Song I am Klaus Kinski.
Der Frankfurter DJ und Musikproduzent Oliver Lieb veröffentlichte 2002 die Single Jesus ist da, die Samples aus Kinskis Jesus-Christus-Erlöser enthält.
In dem Song Glaubenskrieg der deutschen Band Feindflug werden Samples von Jesus Christus Erlöser verwendet: „Ich bin nicht der offizielle Kirchenjesus, […] Ich bin nicht euer Superstar“. Luke Haines verwertete 2009 das gleiche Zitat; ebenso das deutsche Rap-Duo Pimpulsiv in seinem Song Minimal Klaus.
Rex Joswig verarbeitet die Rezitation in seinem Stück Kinski in Dub.
Der Rapper Kool Savas platzierte auf seinem 2010 erschienenen Album John Bello Story 3 den Song Mach doch deinen Scheiss, in dem viele Samples und Zitate von Kinski eingebaut sind.
Das Jesus-Christus-Erlöser-Sample wurde auch im Song Mohn auf weißen Laken (WITS-Mix) der Band Samsas Traum verwendet, wie auch im Stück Hybrisma der Post-Rock-Band Daturah.
Die dunkelromantische Musikgruppe Adversus lässt das Stück „Die letzte Glocke“ mit einem Kinski-Zitat beginnen.
In den Songs Mann aus Stein und Bei den Sternen der Band Eïs auf dem 2012 erschienenen Album Wetterkreuz werden Kinskizitate als Samples verwendet. Diese stammen aus seiner Lesung von Der Steinmann von August Strindberg.
Zudem wurde Klaus Kinski in Liedern von Lou Reed und Udo Lindenberg erwähnt.
Der Musiker Torch nutzte Samples aus Interviews und Filmen mit Klaus Kinski, zum Beispiel in dem Lied Kapitel 29.
Die Metalband Hideous Divinity benannte 2014 das Album Cobra Verde nach dem Film mit Kinski und verwendete einige Zitate als Sprachsamples.
Swiss und Ferris MC veröffentlichten 2019 als Phoenix aus der Klapse ein Lied namens Klaus Kinski. In der Hook wird folgendes mehrfach wiederholt: „Ich ticke aus, ich flippe aus, ich haue drauf, Klaus Kinski!“

### Bücher

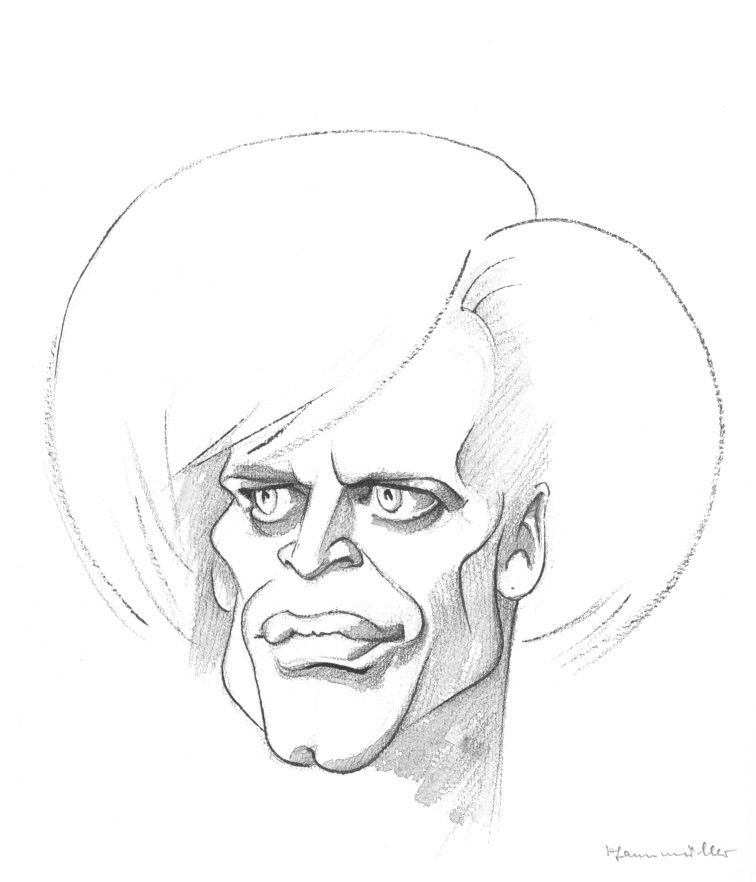
Klaus Kinski in einer Karikatur von Hans Pfannmüller

Lange Zeit waren, abgesehen von vereinzelten Zeitungsartikeln, Kinskis Autobiografien die einzigen Quellen zu seinem Leben. In den beiden Verkaufsschlagern Ich bin so wild nach deinem Erdbeermund (erschienen 1975) und Ich brauche Liebe (1991) stellte er sich mit einem Schuss dichterischer Freiheit vor allem als Libertin und Sexualprotz dar. 1992 erschien Paganini. In den 1980er Jahren veröffentlichte Philippe Setbon Klaus Kinski – Seine Filme, sein Leben, ein Buch, das sich vor allem mit Kinskis Filmen beschäftigt und auch biografische Details liefert.
Im Jahr 1998 erschien Kinski, Werk der Leidenschaft von Georg Wend, das sich vorrangig den Filmen widmete und auch neue Informationen zur Person bot.
Zum 80. Geburtstag Kinskis erschienen 2006 zwei Bücher über den Schauspieler, die neue Seiten ans Tageslicht brachten. Der Wiener Filmwissenschaftler und Kritiker Christian David stellte Kinski. Die Biographie vor, die erste große Biografie, die auf rund 450 Seiten detailliert, mit Interviews von Zeitzeugen, Kollegen und Freunden (darunter Bruno Ganz, Peter Berling, Judith Holzmeister, Peter Hajek u. a.) sowie unter Verwendung bisher unbekannter Dokumente und privater Briefe das Leben und Werk des Schauspielers darstellt. Kurz darauf veröffentlichte Kinskis Nachlassverwalter Peter Geyer das Taschenbuch Klaus Kinski, das auf 160 Seiten Leben und Werk zusammenfasst und Aufsätze zum Schaffen des Künstlers sowie Interpretationen von Kinskis Filmen enthält.

### Filme und Hörspiele
1995 drehte Dagmar Cuntze für den SFB die Dokumentation Ich bin so wild nach deinem Erdbeermund und sprach dafür mit Kollegen Kinskis (z. B. Brigitte Grothum).
1999 verarbeitete Werner Herzog erstmals seine Erfahrungen mit Kinski zum Dokumentarfilm Mein liebster Feind, unterhielt sich u. a. mit ehemaligen Mitwirkenden in dessen Filmen und besuchte Schauplätze gemeinsamer Filme. 2001 wurden zum zehnten Todestags Kinskis zwei Ausstellungen organisiert, die mit Buchpublikationen verbunden waren. Für arte und den WDR entstand der Dokumentarfilm Ich bin kein Schauspieler von Christoph Rüter, der auch Kollegen Kinskis zu Wort kommen ließ (z. B. Mario Adorf).
2003 erschien im Brandstätter-Verlag der Bild- und Textband „Ich bin so wie ich bin“, herausgegeben von Peter Reichelt und Ina Brockmann, die auch eine an verschiedenen Orten gezeigte Kinski-Ausstellung organisierten. 2006 produzierte der WDR aus Tonbändern eines Interviewvorgesprächs zwischen Klaus Kinski und Lorenz Schröter im Jahr 1991 das dokumentarische Hörspiel „Die Kinski-Bänder oder Gottes letztes Interview“.
Im Jahr 2011 produzierten DLF und hr gemeinsam unter Regie von Michael Farin das Hörspiel Klaus Kinski: Um mich herum ist es dunkel – und in mir wächst das Licht. Der Autor Peter Geyer verwendete für den Text ausschließlich Zitate von Klaus Kinski; es sprechen Blixa Bargeld, Ulrich Matthes und Nadeshda Brennicke.

## Werke

### Übersicht
Kinski agierte in Filmen wie Woyzeck, Fitzcarraldo, Für ein paar Dollar mehr, Doktor Schiwago, Nosferatu – Phantom der Nacht, Leichen pflastern seinen Weg, in 16 Edgar-Wallace-Filmen und gemeinsam mit Romy Schneider in Nachtblende. 1979 erhielt er das Filmband in Gold als bester deutscher Schauspieler, erschien jedoch nicht zur Preisverleihung. Der Film Fitzcarraldo wurde für den „Golden Globe“ nominiert. Kinski wirkte auch in mehreren Hollywood-Spielfilmen mit, unter anderem spielte er mit Jack Lemmon und Walter Matthau im letzten Billy-Wilder-Film Buddy Buddy. In Little Drummer Girl (Die Libelle) spielte er neben Diane Keaton die Hauptrolle. In dem US-Fernsehfilm The Beauty and the Beast (Die Schöne und das Biest, 1983) war er Hauptfigur neben Susan Sarandon und Anjelica Huston. Mitte der 1980er Jahre drehte er die Action-Filme Codename: Wildgänse und Kommando Leopard mit Lewis Collins in der Hauptrolle. Die beiden Schauspieler kamen jedoch nicht miteinander aus, sodass im zweiten Film keine einzige Szene mit beiden zusammen gedreht wurde.
Kinskis Schallplatten verkauften sich weltweit mehrere Millionen Mal.
1983 trat er unter anderem in der Talkshow von David Letterman auf und erschien 1985 im US-amerikanischen Playboy mit einer Titelgeschichte. Das Filmmagazin American Film titelte im Jahr 1982: Ist Kinski der größte Schauspieler der Welt? Sein Buch Kinski Uncut wurde in den USA ein Bestseller.
Als Synchronsprecher lieh Kinski seine Stimme unter anderem Pawel Kadotschnikow in Sergei Eisensteins Iwan der Schreckliche und Sabu in Die schwarze Narzisse.

### Filmografie (Kinoproduktionen)
- 1948: Morituri
- 1951: Entscheidung vor Morgengrauen (Decision Before Dawn)
- 1954: Angst
- 1954: Ludwig II.
- 1955: Kinder, Mütter und ein General
- 1955: Um Thron und Liebe
- 1955: Hanussen
- 1956: Waldwinter
- 1956: Geliebte Corinna
- 1958: Zeit zu leben und Zeit zu sterben (A Time to Love and a Time to Die)
- 1960: Der Rächer
- 1961: Bankraub in der Rue Latour
- 1961: Das Geheimnis der gelben Narzissen
- 1961: Die seltsame Gräfin
- 1961: Die toten Augen von London
- 1962: Das Gasthaus an der Themse
- 1962: Das Rätsel der roten Orchidee
- 1962: Der rote Rausch
- 1962: Die Tür mit den sieben Schlössern
- 1962: Verrat auf Befehl (The Counterfeit Traitor)
- 1963: Das Geheimnis der schwarzen Witwe
- 1963: Das indische Tuch
- 1963: Kali Yug: Die Göttin der Rache (Kali Yug, la dea della vendetta)
- 1963: Kali Yug, 2. Teil: Aufruhr in Indien (Il mistero del tempio indiano)
- 1963: Der letzte Ritt nach Santa Cruz
- 1963: Piccadilly null Uhr zwölf
- 1963: Der schwarze Abt
- 1963: Die schwarze Kobra
- 1963: Scotland Yard jagt Dr. Mabuse
- 1963: Der Zinker
- 1964: Das Geheimnis der chinesischen Nelke
- 1964: Die Gruft mit dem Rätselschloss
- 1964: Das Verrätertor
- 1964: Wartezimmer zum Jenseits
- 1964: Winnetou 2. Teil
- 1965: Unser Mann aus Istanbul (Operación Estambul )
- 1965: Die Goldpuppen (The Pleasure Girls)
- 1965: Neues vom Hexer
- 1965: Spione unter sich (Guerre secrète)
- 1965: Für ein paar Dollar mehr (Per qualche dollaro in più)
- 1965: Doktor Schiwago (Doctor Zhivago)
- 1966: Das Rätsel des silbernen Dreieck (Circus of Fear)
- 1966: Marrakesch (Our Man in Marrakesh)
- 1966: Wie tötet man eine Dame? (Das Geheimnis der gelben Mönche)
- 1966: Gern hab ich die Frauen gekillt
- 1966: Töte Amigo (Quien sabe?)
- 1966: Sumuru – Die Tochter des Satans (The Million Eyes of Sumuru)
- 1967: Die Pagode zum fünften Schrecken (Five Golden Dragons)
- 1967: Die blaue Hand
- 1967: Top Job (Ad ogni costo)
- 1967: Mit Django kam der Tod (L’uomo, l’orgoglio, la vendetta)
- 1967: Das Gold von Sam Cooper (Ognuno per sé)
- 1968: A qualsiasi prezzo
- 1968: Der Bastard (I bastardi)
- 1968: Leichen pflastern seinen Weg (Il grande silenzio)
- 1968: Mister zehn Prozent – Miezen und Moneten
- 1968: Sartana – Bete um Deinen Tod (…Se incontri Sartana prega per la tua morte)
- 1968: Der Teufelsgarten (Coplan sauve sa peau, auch L’assassino ha ore contate)
- 1968: Todeskommando Panthersprung (Cinque per l’inferno)
- 1968: Zweimal Judas (Due volte Giuda), Alternativtitel Kugeln tragen keine Unterschrift
- 1969: Marquis de Sade: Justine
- 1969: Paroxismus
- 1969: Das Gesicht im Dunkeln (A doppia faccia)
- 1969: Quintero – Das As der Unterwelt (La legge dei gangsters)
- 1969: Die Leoparden kommen (Il dito nella piaga)
- 1969: Sartana – Töten war sein täglich Brot (Sono Sartana, il vostro becchino)
- 1970: Der Mann mit der Torpedohaut (La peau de torpédo)
- 1970: Wie kommt ein so reizendes Mädchen zu diesem Gewerbe?
- 1970: Nachts, wenn Dracula erwacht (El conde Dracula)
- 1970: Spezialkommando Wildgänse (Appuntamento col disonore)
- 1970: Churchills Leoparden (I leopardi di Churchill)
- 1970: Die Bestie (La belva)
- 1970: Das Schloss der blauen Vögel (La bestia uccide a sangue freddo)
- 1970: Satan der Rache (E dio disse a Caino)
- 1971: Adios Companeros (Giù la testa… hombre)
- 1971: Der Mörder des Klans (Prega il morto e ammazza il vivo)
- 1971: Jesus Christus Erlöser (Aufnahme der Aufführung, erschienen 2008)
- 1971: Drei Amen für den Satan (La vendetta è un piatto che si serve freddo)
- 1971: Dracula im Schloß des Schreckens (Nella stretta morsa del ragno)
- 1971: 1000 Dollar Kopfgeld (Il venditore di morte)
- 1971: Das Auge der Spinne (L’occhio del ragno)
- 1971: Black Killer (Black Killer)
- 1971: Lo chiamavano King
- 1971: Für einen Sarg voller Dollars (Per una bara piena di dollari)
- 1972: Ein Einsamer kehrt zurück (El retorno di Clint el solitario)
- 1972: Aguirre, der Zorn Gottes
- 1973: Die Mörder-Bestien (La morte ha sorriso all’assassino)
- 1973: Die gnadenlose Hand des Gesetzes (La mano spietata della legge)
- 1973: Der Mann mit der Kugelpeitsche (Il mio nome è Shangai Joe)
- 1973: Le amanti del mostro
- 1973: La mano che nutre la morte
- 1973: Eroi all’inferno
- 1974: Zwei durch dick und dünn (Che botte, ragazzi!)
- 1974: Spuren auf dem Mond (Le orme)
- 1974: Geheimnis des Lebens (Lifespan)
- 1975: Nachtblende (L’important c’est d’aimer)
- 1975: Nobody ist der Größte (Un genio, due compari, un pollo)
- 1975: Das Netz
- 1976: Die Nacht aus Gold (Nuit d’or)
- 1976: Jack the Ripper – Der Dirnenmörder von London
- 1976: Madame Claude und ihre Gazellen (Madame Claude)
- 1977: Operation Thunderbolt (Mivtsa Yonatan)
- 1977: Der Fall Serrano (Mort d’un pourri)
- 1977: L’œuf de Colomb (mittellanger Experimentalfilm)
- 1977: Zoo zéro
- 1978: Roland (La Chanson de Roland)
- 1979: Nosferatu – Phantom der Nacht
- 1979: Woyzeck
- 1979: Killer Truck (Haine)
- 1980: Stumme Liebe (La Femme enfant)
- 1980: Schizoid
- 1981: Die Früchte der Leidenschaft (Les Fruits de la passion)
- 1981: Buddy Buddy (Buddy Buddy)
- 1981: Die schwarze Mamba (Venom)
- 1981: Geld oder Liebe (Love and Money)
- 1981: Der Söldner (The Soldier)
- 1982: Fitzcarraldo
- 1982: Der Android (Android)
- 1984: Geheimcode: Wildgänse (Arcobaleno Selvaggio (Wild Rainbow))
- 1984: Die Libelle (The Little Drummer Girl)
- 1984: Creature (Titan Find)
- 1985: Kommando Leopard
- 1985: Star Knight – Der Herr der Sterne (El caballero del dragón)
- 1986: Diamant des Grauens (Revenge of the Stolen Stars)
- 1986: Killerhaus – Horror der grausamsten Art (Crawlspace)
- 1987: Cobra Verde
- 1987: Nosferatu in Venedig (Nosferatu à Venezia)
- 1987: Die Zeitfalle (Timestalkers)
- 1988: I grandi cacciatori
- 1989: Kinski Paganini (Paganini)

### Filmografie (Fernsehproduktionen)
- 1961: Die Kurve
- 1963: Die Mondvögel
- 1973: Occupation
- 1975: Das Geheimnis des Lebens (Lifespan)
- 1982: Zeit zu zweit (Dokumentarfilm)
- 1983: Die Schöne und das Biest (Beauty And The Beast)
- 1984: Hitchhiker, Episode 2/3: Blut an den Händen
- 1987: Die Zeitfalle (Timestalkers)

### Dokumentationen
- 1978: Was ich bin, sind meine Filme
- 1982: Burden of Dreams
- 1987: Herzog in Afrika (ARD)
- 1995: Ich bin so wild nach deinem Erdbeermund (ARD)
- 1999: Mein liebster Feind
- 1999: Please Kill Mr. Kinski (englisch)
- 2000: Klaus Kinski – Ich bin kein Schauspieler (WDR, Arte), Regie: Christoph Rüter
- 2011: Klaus Kinski – Es war nicht mal da ruhig, wo ich nicht war (WDR)
- 2020: Klaus Kinski – Weltstar und Tyrann (ZDF)

### Theater
- vor 1948: Henrik Ibsen: Gespenster (Oswald) – Regie: Otto G.[41]
- 1948: William Shakespeare: Maß für Maß (Claudio) – Regie: Wolfgang Langhoff (Deutsches Theater Berlin – Kammerspiele)
- 1956: William Shakespeare: Heinrich IV. (Prinz Heinrich) (Kurt Horwitz als Heinrich IV.) – Regie: Fritz Kortner Bayrisches Staatsschauspiel in München[42][43]

### Hörspiele
- 1949: William Shakespeare: Romeo und Julia, Produktion: Rundfunk der DDR
- 1956: William Shakespeare: Heinrich IV. Historisches Schauspiel in zwei Teilen, Bearbeitung und Inszenierung: Fritz Kortner, Regie der Hörfunkfassung: Mathias Neumann. Produktion: Bayerischer Rundfunk, ISBN 978-3-86604-355-8.
- 1956: Sebastian Flyte in Wiedersehen mit Brideshead nach Evelyn Waugh, Regie: Hans Rosenhauer, Produktion: Hessischer Rundfunk
- 1959: Kinski spricht Villon
- 1960: Horst Bienek: Sechs Gramm Caratillo, Regie: Mathias Neumann. Produktion: Hessischer Rundfunk, Random House Audio 2002, ISBN 3-89830-323-3.
- 1961: Wolfgang Graetz: Die Nacht allein, Regie: Mathias Neumann, Produktion: Hessischer Rundfunk, Random House Audio 2002, ISBN 3-89830-323-3.
- 1999: Jesus Christus Erlöser, Regie: Volker Kühn, Produktion: Bear Family Records 1999, ISBN 3-89795-662-4, und Klaus Kinski Records 2006, ISBN 3-86604-341-4.
- 2004: François Villon: Ich bin so wild nach deinem Erdbeermund. ISBN 3-8291-1415-X.

### Schriften
- Ich bin so wild nach deinem Erdbeermund. Autobiographie. Rogner & Bernhard, München 1975, ISBN 3-8077-0050-1.
- Ich brauche Liebe. Autobiographie. Heyne, München 1991, ISBN 3-453-04579-3.
- Paganini. Autobiographie. Heyne, München 1992, ISBN 3-453-05637-X.
- mit Peter Geyer: Jesus Christus Erlöser und Fieber – Tagebuch eines Aussätzigen. Suhrkamp, Frankfurt 2006, ISBN 3-518-45813-2.